# Champgenéteux
Champgenéteux település Franciaországban, Mayenne megyében. Lakosainak száma 495 fő (2022. január 1.). Champgenéteux Loupfougères, Bais, La Chapelle-au-Riboul, Hambers, Hardanges, Trans és Villaines-la-Juhel községekkel határos.

## Népesség
A település népességének változása:
| Lakosok száma | 717  | 613  | 567  | 574  | 539  | 526  | 515  | 505  | 500  | 495  |
|               | 1968 | 1982 | 1990 | 2006 | 2013 | 2015 | 2017 | 2019 | 2020 | 2022 |